# Неведро (озеро)
Неведро — озеро в Гультяевской волости Пустошкинского района Псковской области. Западная часть относится к Красной волости Себежского района.
Площадь — 7,99 км² (799,4 га; с островами — 8,25 км² или 824,9 га). Максимальная глубина — 8,5 м, средняя глубина — 3,6 м.
На берегу озера расположены деревни Шилово, Шалахово, Неведро (Гультяевской волости Пустошкинского района), Малахи, Лопатово (Красной волости Себежского района).
Проточное. Относится к бассейну реки Неведрянка, притока реки Великой.
Тип озера лещово-судачий. Массовые виды рыб: щука, окунь, плотва, лещ, судак, язь, линь, налим, ерш, красноперка, щиповка, вьюн, пескарь, уклея, густера, карась; а также широкопалый рак (единично).
Для озера характерно илисто-песчаное дно. Степень зарастания озера составляет 96 %.